# Leptolaimoides
Leptolaimoides är ett släkte av rundmaskar. Leptolaimoides ingår i familjen Leptolaimidae.
Kladogram enligt Catalogue of Life och Dyntaxa:
| Leptolaimoides | \| \| Leptolaimoides haploopis \| \| \| \| \| \| Leptolaimoides thermastris \| \| \| \| \| \| Leptolaimoides tubulosus \| \| \| \| |
|                | \| \| Leptolaimoides haploopis \| \| \| \| \| \| Leptolaimoides thermastris \| \| \| \| \| \| Leptolaimoides tubulosus \| \| \| \| |
|                | Leptolaimoides haploopis |
|                | |
|                | Leptolaimoides thermastris |
|                | |
|                | Leptolaimoides tubulosus |
|                | |